# Kolarstwo na Letnich Igrzyskach Olimpijskich 2020 – cross-country mężczyzn
Wyścig cross-country mężczyzn podczas XXXII Letnich Igrzysk Olimpijskich w Tokio odbył się 26 lipca 2021. Do rywalizacji przystąpiło 38 sportowców z 29 krajów. Areną zawodów był tor Izu MTB Course w Izu. Mistrzem olimpijskim został Brytyjczyk Thomas Pidcock, wicemistrzem Szwajcar Mathias Flückiger, a brąz zdobył Hiszpan David Valero Serrano.

## Kwalifikacje
Każdy narodowy komitet olimpijski mógł wystawić maksymalnie trzech zawodników. 30 miejsc przydzielono według pozycji kraju w rankingu UCI:
- państwa z miejsc 1-2.: 3 kolarzy
- państwa z miejsc 3-7.: 2 kolarzy
- państwa z miejsc 8-21.: 1 kolarz

Dodatkowo kwalifikacje uzyskało po jednym z najlepszym zawodniku z mistrzostw Afryki, Ameryki, Azji oraz po dwóch najlepszych zawodnikach Mistrzostw Świata w Kolarstwie Górskim 2019 w kategoriach elite oraz do lat 23, którzy nie uzyskali miejsca z przydziału w rankingach krajowych.
1 miejsce zostało zarezerwowane dla gospodarza igrzysk - Japonii.

## System rozgrywek
W ramach zmagań odbył się jeden wyścig masowy ze startu wspólnego. Na starcie zawodnicy ustawieni byli zgodnie z aktualną pozycją w rankingu światowym. Uczestnicy miali do pokonania jedną pętlę startową o długości 1,3 km oraz siedem okrążeń 3,85-kilometrowej trasy - łącznie 28,25 km. Sportowcy, którzy po okrążeniu uzyskali czas o 80% mniejszy od aktualnego lidera, byli eliminowani.

## Trasa
Izu MTB Course znajduje się w pobliżu Izu, około dwóch godzin jazdy od Tokio. Trasa liczy 4,1 km długości. Suma przewyższeń wynosi 150 m. Została wybudowana specjalnie na igrzyska i jest bardzo techniczna. Uznana została za trudniejszą od poprzednich tras olimpijskich.

## Terminarz
godziny zostały podane w czasie japońskim (UTC+9) oraz polskim (CEST)
| Data          | Godzina rozpoczęcia | Godzina rozpoczęcia |       |
| Data          | UTC+9               | CEST                |       |
| ------------- | ------------------- | ------------------- | ----- |
| 26 lipca 2021 | 15:00               | 08:00               | Finał |

## Wyniki
| Pozycja | Zawodniczka               | Reprezentacja               | Czas    | Strata  |
| ------- | ------------------------- | --------------------------- | ------- | ------- |
| złoto   | Thomas Pidcock            | Wielka Brytania             | 1:25:14 | -       |
| srebro  | Mathias Flückiger         | Szwajcaria                  | 1:25:34 | +0:20   |
| brąz    | David Valero Serrano      | Hiszpania                   | 1:25:48 | +0:34   |
| 4       | Nino Schurter             | Szwajcaria                  | 1:25:56 | +0:42   |
| 5       | Victor Koretzky           | Francja                     | 1:26:00 | +0:46   |
| 6       | Anton Cooper              | Nowa Zelandia               | 1:26:00 | +0:46   |
| 7       | Vlad Dascălu              | Rumunia                     | 1:26:03 | +0:49   |
| 8       | Alan Hatherly             | Południowa Afryka           | 1:26:33 | +1:19   |
| 9       | Jordan Sarrou             | Francja                     | 1:26:50 | +1:36   |
| 10      | Milan Vader               | Holandia                    | 1:27:21 | +2:07   |
| 11      | Anton Sincow              | Rosyjski Komitet Olimpijski | 1:27:41 | +2:27   |
| 12      | Filippo Colombo           | Szwajcaria                  | 1:28:04 | +2:50   |
| 13      | Henrique Avancini         | Brazylia                    | 1:28:09 | +2:55   |
| 14      | Christopher Blevins       | Stany Zjednoczone           | 1:28:13 | +2:59   |
| 15      | Jofre Cullell             | Hiszpania                   | 1:28:16 | +3:02   |
| 16      | Martín Vidaurre           | Chile                       | 1:28:33 | +3:19   |
| 17      | Max Foidl                 | Austria                     | 1:28:45 | +3:31   |
| 18      | Jens Schuermans           | Belgia                      | 1:29:07 | +3:53   |
| 19      | Bartłomiej Wawak          | Polska                      | 1:29:10 | +3:56   |
| 20      | Gerhard Kerschbaumer      | Włochy                      | 1:29:48 | +4:34   |
| 21      | Maximilian Brandl         | Niemcy                      | 1:29:49 | +4:35   |
| 22      | Sebastian Fini Carstensen | Dania                       | 1:30:28 | +5:14   |
| 23      | Gerardo Ulloa             | Meksyk                      | 1:30:57 | +5:43   |
| 24      | Erik Hægstad              | Norwegia                    | 1:31:14 | +6:00   |
| 25      | Luca Braidot              | Włochy                      | 1:31:30 | +6:16   |
| 26      | Peter Disera              | Kanada                      | 1:31:45 | +6:31   |
| 27      | Luiz Cocuzzi              | Brazylia                    | 1:32:21 | +7:07   |
| 28      | Manuel Fumic              | Niemcy                      | 1:32:28 | +7:14   |
| 29      | Kohei Yamamoto            | Japonia                     | 1:32:35 | +7:21   |
| 30      | Daniel McConnell          | Australia                   | 1:33:12 | +7:58   |
| 31      | Alex Miller               | Namibia                     | 1:34:26 | +9:12   |
| 32      | András Parti              | Węgry                       | 1:35:33 | +10:19  |
| 33      | Shlomi Haimy              | Izrael                      | 1:36:58 | +11:44  |
| 34      | Nadir Colledani           | Włochy                      | -1 okr. | -1 okr. |
| 35      | Periklis Ilias            | Grecja                      | -3 okr. | -3 okr. |
| 36      | Zhang Peng                | Chiny                       | -3 okr. | -3 okr. |
| -       | Ondřej Cink               | Czechy                      | DNF     | DNF     |
| -       | Mathieu van der Poel      | Holandia                    | DNF     | DNF     |